# Gastone Miconi
Gastone Miconi (20 luglio 1911 – Roma, 23 gennaio 1985) è stato un economista, banchiere e dirigente pubblico italiano.
Laureatosi in Giurisprudenza e in Scienze statistiche e attuariali, fu il primo Presidente Consob dal 1975 al 1980.